# Atutor
Atutor是一款开源的“教学内容管理系统”（Learning Content Management System，简称LCMS）。采用PHP、MySQL，HTTP Web 服务器推荐使用Apache。
Atutor除了教学内容管理的功能，还包括了简化的论坛、聊天室等，另外通过模块安装，还可以扩展功能：
- EWiki，ErFurtWiki在Atutor的实现；
- ATalker，基于网页的文本朗读工具。

Atutor支持二十多种语言，包括中文，志愿者可以参加翻译等工作。